# Insector Hecti in the Interchange
Insector Hecti in the Interchange, detto anche soltanto Interchange come appare nella schermata iniziale, è un videogioco rompicapo d'azione pubblicato nel 1991 dalla Hi-Tec Software per Commodore 64, ZX Spectrum e Amstrad CPC, poi convertito anche per i computer a 16 bit Amiga e Atari ST.

## Trama
Si controlla l'insettore Hecti; "Insettore" è un gioco di parole tra insetto e ispettore, mentre Hecti è l'anagramma dell'editore del gioco, Hi-Tec. Si tratta di un insetto computerizzato che deve riportare l'ordine nell'Interchange, una serie di 50 aree dall'aspetto tecnologico che sono state invase da Victor Virus e la sua banda di bacilli.

## Modalità di gioco
Ogni livello è un labirinto composto da una griglia di caselle quadrate, con visuale dall'alto. Ogni casella è un blocco di giunzione che può essere ruotato da Hecti quando si trova sopra di esso, così da modificare l'orientamento delle pareti e interrompere o ricomporre i percorsi possibili sulla griglia.
L'area è inoltre infestata dai nemici che vagano sui percorsi senza poterli modificare e possono uccidere Hecti al contatto. Si perde una vita anche cadendo fuori dall'area.
Come arma si può sparare una pallina che rimbalza sulle pareti e segue le curve dei percorsi, ma ha colpi limitati. Si può distruggere un bacillo anche ruotando un blocco proprio mentre lo sta attraversando, sbattendogli addosso una parete.
Compaiono periodicamente diversi tipi di power-up, come ricariche per l'arma, immobilizzazione temporanea dei bacilli, aumento temporaneo della velocità.
Per superare un livello occorre ricomporre tutti i percorsi prima che scada il tempo. Ogni 5 livelli viene data una password per ricominciare le future partite direttamente da quel livello.